# 沃西梅別列茲尼亞 (巴赫馬奇區)
50°59′34″N 32°59′27″E / 50.99278°N 32.99083°E
沃西梅別列茲尼亞（烏克蘭語：Восьме Березня），是烏克蘭北部的村莊，隸屬切爾尼希夫州的尼任區。該村始建於1700年，面積0.45平方公里，海拔高度130米，2006年人口49，人口密度每平方公里108.89人。